# Tom Lund (håndboldspiller)
 Der er flere personer med dette navn, se Tom Lund.
Tom Benny Lund (26. november 1944 i København – 16. oktober 2000 i Hvidovre) var en dansk håndboldspiller som deltog under Sommer-OL 1972.
Han spillede håndbold for klubben Efterslægten. Han debuterede på det danske landshold i april 1970 med Tjekkoslovakiet. I 1972 var han med på Danmarks håndboldlandshold som endte på en trettendeplads under Sommer-OL 1972. Han spillede i fire kampe og scorede tre mål.
I alt endte han med at spille 44 kampe for the danske landshold, hvori han scorede 54 mål.